# George W. Loft

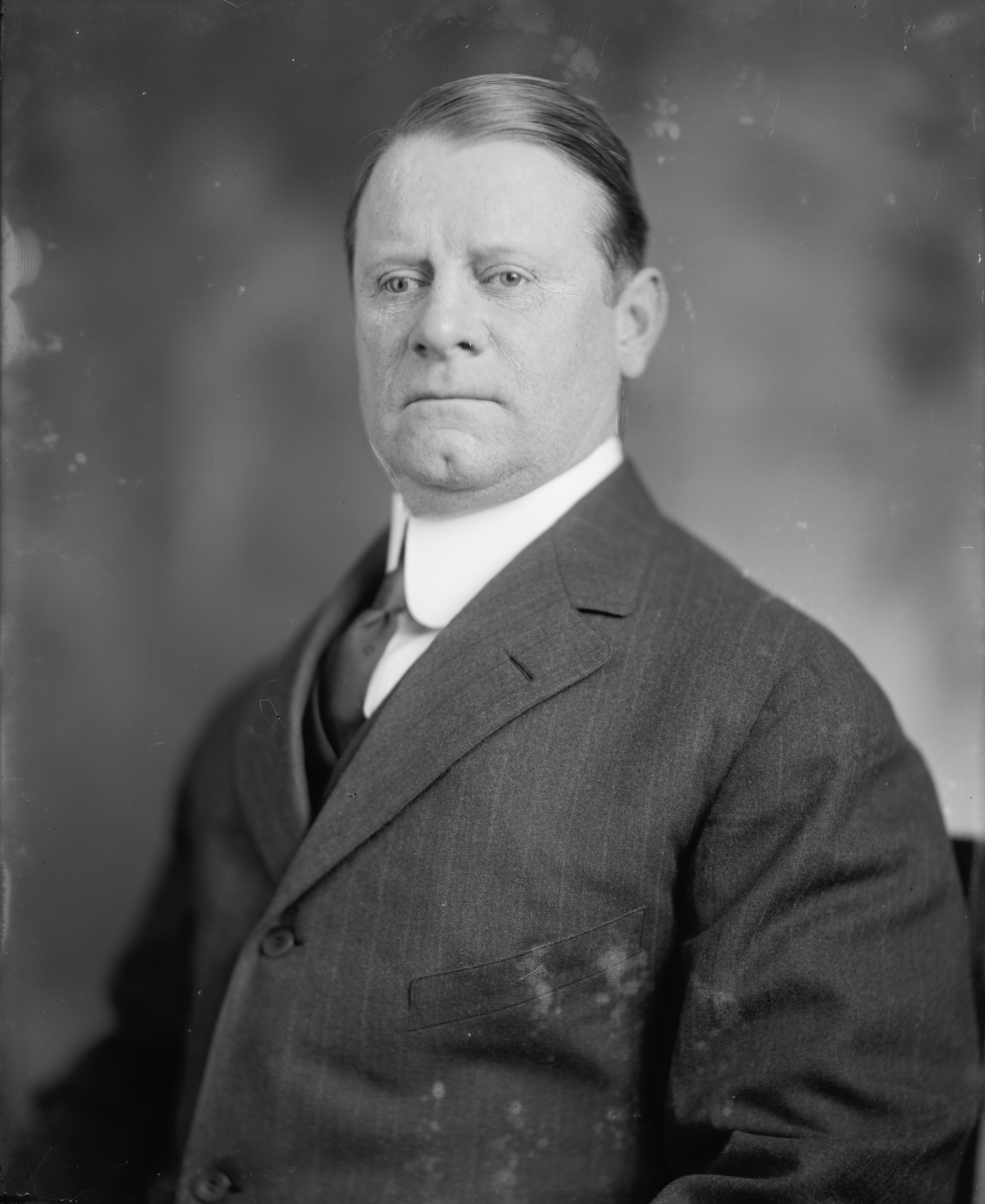
George W. Loft

George William Loft (* 6. Februar 1865 in New York City; † 6. November 1943 in Baldwin, New York) war ein US-amerikanischer Politiker. Zwischen 1913 und 1917 vertrat er den Bundesstaat New York im US-Repräsentantenhaus.

## Werdegang
George Loft wurde ungefähr vier Monate vor dem Ende des Bürgerkrieges in New York geboren und wuchs dort auf. In dieser Zeit besuchte er öffentliche Schulen. Seit seiner frühen Jugend ging er dann der Herstellung von Süßwaren nach. Er war Direktor von mehreren Körperschaften. Am 9. Mai 1910 verstarb seine erste Ehefrau, Elizabeth M. Danach heiratete er am 17. Juni 1911 seine zweite Ehefrau, Julia McMahon, welche er als Verkäuferin in seinem Geschäft in der 54 Barclay Street in New York City traf. Das Paar zog nach Baldwin auf Long Island. Am 12. Mai 1921 wurde Julia zu ehrenamtlichen Deputy Police Commissioner in New York City ernannt. Darauf kündigte sie an, das sie in ihrer Position aktiv sein würde und ihre Aufgaben auf Vollzeitbasis erfüllen würde.
Politisch gehörte er der Demokratischen Partei an. Er wurde in einer Nachwahl am 4. November 1913 im 13. Wahlbezirk von New York in das US-Repräsentantenhaus in Washington, D.C. gewählt, um dort die Vakanz zu füllen, die durch den Tod von Timothy Sullivan entstand. Bei den Kongresswahlen des Jahres 1914 für den 64. Kongress wurde er in das US-Repräsentantenhaus gewählt. Da er auf eine erneute Kandidatur im Jahr 1916 verzichtete, schied er nach dem 3. März 1917 aus dem Kongress aus.
Nach seiner Kongresszeit ging er wieder der Herstellung von Süßwaren nach. 1927 gründete er die Emerald National Bank & Trust Co. in einem eigenen Gebäude an der Seventh Avenue und 33. Street in Manhattan. Zwei Jahre später gründete er die South Shore Trust Co. in Rockville Centre im Nassau County, wo er bis zu seinem Tod als Präsident tätig war. Zu jenem Zeitpunkt hörte er auch mit der Herstellung von Süßwaren auf. Er nahm in den Jahren 1924, 1928, 1932, 1936 und 1940 als Delegierter an den Democratic National Conventions teil. Am 6. November 1943 verstarb er in Baldwin und wurde auf dem St. Raymond’s Cemetery in Westchester beigesetzt. Ungefähr zwei Jahre später endete der Zweite Weltkrieg.

## Trivia
Ab etwa 1915 engagierte er sich in Vollblut-Pferderennen. Sein Pferdestall im Flachrennen wurde vom künftigen Hall of Fame-Trainer, Max Hirsch (1880–1969), trainiert. Er besaß eine Reihe von qualitativhochwerigen Rennpferden, einschließlich des Hengstfohlens (colt) Papp und des Stutenfohlens (filly) Julialeon. 1917 gewann Papp das wichtigste Rennen für Zweijährige, das Belmont Futurity Stakes, und Julialeon das Stuyvesant Handicap auf der Jamaica-Rennbahn. Er erwarb 1920 Tippity Witchet, einen Wallach, der bis zu seinem 14. Lebensjahr Rennen lief und nach seinem Verkauf zum Ende desselben Jahres in 78 Rennen als Sieger herauslief. Loft gewann 1925 das prestigeträchtige Manhattan Handicap mit seinem Wallach Pepp. Im Steeplechase-Rennen von 1922 ging sein Pferd Sweepment als Champion Timber-Topper hervor.

## Ehrungen
Die Fähre George W. Loft wurde 1923 in New York City nach ihm zu Ehren benannt.